# Kadam (góra)
Kadam – drugi co do wysokości w subregionie Karamoja o wysokości 3063 m n.p.m..